# Roost (Luksemburg)
Roost (lb. Rouscht) – wieś (Uertschaft) w środkowym Luksemburgu, w kantonie Mersch, w gminie Bissen. Do 3 października 2015 miejscowość leżała w dystrykcie Luksemburg. Liczy 45 mieszkańców (1 stycznia 2023). 